# Чубрељ
Чубрељ (алб. Çubrel) је насеље у општини Србица, Косово и Метохија, Република Србија. Према попису становништва из 2011. године, село је имало 1.065 становника, већину становништва чинили су Албанци. Историјски и географски село Чубрељ припада Дреници.

## Географија
Чубрељ се налази на брежуљцима дреничког побрђа, а припада разбијеном типу насеља. Сеоске куће се налазе покрај пута Косовска Митровица—Пећ. Уз сталноседелачко албанско становништво, у Чубрељу су обитавали Срби колонисти, чије су куће подигнуте дуж поменутог пута, те дају селу тип сеоског друмског насеља. Село има своју мерају, и сеоску колективну шуму. Баште се налазе најчешће поред окућница, где су и родовска гумна. Скоро свака кућа има бунар у свом обору, са пијаћом водом. Срби колонисти су имали један колективни бунар. А исто тако скоро свака кућа има бунар са водом за пиће. Домаћа стока се напаја на сеоским потоцима и изворима, као и на родовским бунарима. Чубрељ има шест албанских гробља, као и једно колонистичко српско гробље.

## Историја
По народној традицији, сеоска црква у Чубрељу појала је до 1735. године. Чистила ју је и одржавала мајка Булића и Ћелоха, пореклом од српскога рода Мирића. Махмутбеговићи из Пећи населили су их у Чубрељ, а обојица су прешли у ислам. Њихова мајка је остала до своје смрти као православка. У селу Чубрељу обитавају следеће албанске породице, која су српскога порекла. Бељићи, од фиса Гаши, старином су из Црног Брега у Метохији. Као православни Срби примила су ислам два брата Буља и Ђеља, док је трећи Мира остао у православљу у родном селу. Бељићи и Ћељићи су се доселили у Дреницу, као штићеници Махмудбеговића, чији су они били чифчије, а у Дреници су добили имања, пошто су прешли у ислам. Допало им се село Чубрељ, и ту су се населили. На крају вредно је помена. За Сухогрлце котило, зна се да су имали у својој фамилији Српкињу Софију, која је била родом из Ибарског Колашина, а прихватила је исламску веру, јер је била уграбена као девојка за младог Албанца исламске вере.

## Порекло становништва по родовима
Подаци порекла становништва по родовима из 1936. године:
Албански родови:
- Суогрлани, од фиса Гаш, 9 кућа. Досељени су из Сувог Грла - Метохијски Подгор, 1845. године када се 3 доселила 1 кућа.
- Биринџик, од фиса Гаш 5 кућа.
- Мифтари, од фиса Гаш, З куће. Овај род води порекло из дреничког села Витака, одакле је 1845. године досељена 1 кућа.
- Булићи, од фиса Гаш 3 куће, воде порекло из Метохије, а у Чубрељ су их населили пашалари Махмудбеговићи, по народној-родовској традицији, 1735. године, доселила су се два брата Буља и Ђеља, а трећи брат Мира остао је у Пећи. Овај род је српскога порекла из православља је прешао у ислам, а потом се албанизовао. Од овога рода 1912. године, 1 кућа се одселила у Малу Азију.
- Суљићи, од фиса Шаља, 2 куће. Овај род има надимак Читак, по селу Читаку у Метохији, одакле воде порекло, а доселили су се 1865. године.
- Азири, од фиса Гаш, З куће. Старином су Срби јерлнје, који су из православља прешли у ислам 1845. године, а потом су се nоарбанасили.
- Кошутан, од фиса Гаш, 4 куће. Пореклом су из села Кошутова, у Косово, одакле се доселила 1 кућа, 1856. године.
- Паљићи, од фиса Гаш 1 кућа. Пореклом су Срби јерлије, а издају се за досељенике из Албаније. Надимак су добили у старини, због неке паљевине лисника.
- Рустеми, од фиса Гаш, 5 кућа. Пореклом су из Албаније, одакле су њихови преци досељени 1785. године.
- Ђељош, од фиса Гаш, 2 куће. Пореклом су из Албаније, одакле су се доселили 1725. године. Међутим, тај род српскога порекла из Метохије од Буље којег је населио у Чубрељ, феудални поседник од пашалара Махмутбеговиhа.
- Фекај, од фиса Гаш, 2 куће. Пореклом су из Албаније одакле су се доселили 1835. године.
- Сиљовићи, од фиса Гаш, 1 кућа. Пореклом су из Албаније , одакле су се доселили 1855. године. Од овога рода 1 кућа се одселила 1921. године у село Зојх, у Метохији.
- Укај, од фиса Гаш, 1 кућа. Досељени су из Албаније 1835. године, Од овога рода је 1921. године одсељена 1 кућа у Албанију.
- Нимани, од фиса Гаш, 2 куhе. Овај је род пореклом из Албаније, одакле је досељена 1 кућа 1815. године.
- Маљак, од фиса Гаш, 1 кућа. Пореклом су из Метохије, одакле су досељени 1870. године као слуге, па им је село поклонило земљу. Те су постали поседници земље, и сталноседеоци земљорадници.

Према народној традицији у селу Чубрељ, сви родови овог села, осим родова Булић, Кошутан и Ђеља, у старини су припадали фису Бериш, па су уз курбан једнога вола, прешли у фис Гаш, и тако добили нов фис, али и надимак Кућан (по волу жуте длаке, којег су принели на жртву сеоском становништву и ,Алаху’’, попримајући други фис тј. племе).
Срби (колонисти):
- Милић, припадају фису Кастрати, 2 куће славе Ђурђевдан, а прислужују Св. Илију. Досељени су као колонисти 1924. године, из Вељег Бријега, у Ибарском Колашину.
- Кекић, 1 кућа, славе Ђурђевдан. Досељени су 1925. године из Цвијановић Брда—Лика.
- Крсмановић, 1 кућа, славе Ђурђицу, а прислужују Ђурђевдан. Досељени су 1925. године из Велуће, код Трстеника.
- Вучић, 1 кућа, славе Св. Николу. Досељени су 1927. године иэ Зијевља, у Херцеговини.
- Мировић, 2 куће, славе Св. Николу, досељени су 1925. године из Горичана у Зети.
- Томовић, припадају фису Кастрати, 1 кућа Славе св. Николу, а прислужују Св. Николу Летњег. Доселили су из Вељег Бријега, Ибарском Колашину.
- Шебаљ, 1 кућа, славе Ђурђевдан, доселили су се 1925. године из Бриња—Лика.
- Пеш, 1 кућа, славе Св. Димитрија, досељени су 1925. године из Меке Груде, у Херцеговини.
- Скочајић, 1 кућа, славе Св. Симеона Богородица, досељени су 1925. године из Меке Груде, у Херцеговини.
- Ваљаревић, 1 кућа, Славе Св. Вартоломеја, досељени су 1925. године из Коњуше, у Топлици.
- Шарчевић, припадају фису Кастрати, 1 кућа. Славе Ђурђевдан, а прислужују Св. Илију. Као колонисти досељени су 1925. године из Вељег Бријега, Ибарском Колашину.

Према изнетоме, у 1936. године у Чубрељу је било, 15 албанских родова са 44 куће. Од тога је било: 4 рода српскога порекла са 9 кућа, који су се албанизовали. Српских родова - колонисти, било је 11 са 13 кућа.

## Демографија
Према попису становништва из 1948. године, Чубрељ је имао 545 становника, од тога 252 мушких и 293 женских, са 73 куће.
| Година       | 1948 | 1953 | 1961 | 1971 | 1981  | 1991  | 2011  |
| ------------ | ---- | ---- | ---- | ---- | ----- | ----- | ----- |
| Становништво | 545  | 586  | 701  | 855  | 1.049 | 1.141 | 1.065 |

|  |

## Становништво
| Етнички састав према попису из 1961.‍ | Етнички састав према попису из 1961.‍ | Етнички састав према попису из 1961.‍ | Етнички састав према попису из 1961.‍ | Етнички састав према попису из 1961.‍ |
| ------------------------------------ | ------------------------------------ | ------------------------------------ | ------------------------------------ | ------------------------------------ |
|                                      |                                      |                                      |                                      |                                      |
| Албанци                              | Албанци                              |                                      | 699                                  | 99,86%                               |
| Срби                                 | Срби                                 |                                      | 1                                    | 0,14%                                |
| Укупно: 700                          |                                      |                                      |                                      |                                      |

| Етнички састав према попису из 2011.‍ | Етнички састав према попису из 2011.‍ | Етнички састав према попису из 2011.‍ | Етнички састав према попису из 2011.‍ | Етнички састав према попису из 2011.‍ |
| ------------------------------------ | ------------------------------------ | ------------------------------------ | ------------------------------------ | ------------------------------------ |
|                                      |                                      |                                      |                                      |                                      |
| Албанци                              | Албанци                              |                                      | 1.065                                | 100%                                 |
| Укупно: 1.065                        |                                      |                                      |                                      |                                      |